# شهرداری ورنیکا
شهرداری ورنیکا (به لاتین: Municipality of Vrhnika) یک منطقهٔ مسکونی در اسلوونی است که در اسلوونی واقع شده‌است. شهرداری ورنیکا ۱۱۶ کیلومتر مربع مساحت و ۱۶٬۴۷۷ نفر جمعیت دارد.